# معركة غاريليانو
معركة غاريليانو دارت عام 915 بين القوات المسيحية والخلافة الفاطمية بالقرب من نهر غاريليانو. قاد البابا يوحنا العاشر القوة المسيحية بشخصه إلى المعركة وانتهت بنصر التحالف المسيحي.